# Indy 200 1997
Indy 200 1997 var ett race som var den tredje deltävlingen i Indy Racing League 1996/1997. Racet kördes den 25 januari på Walt Disney World Speedway. Eddie Cheever tog sin första seger i en Indytävling, efter att ha startat sig eget team året innan. Mike Groff gick upp i mästerskapsledning med sin andraplats, medan Scott Goodyear på allvar startade sin IRL-satsning med en tredjeplats.

## Slutresultat
| Plats | Förare           | Team                  | Grid |
| ----- | ---------------- | --------------------- | ---- |
| 1     | Eddie Cheever    | Cheever Racing        | 5    |
| 2     | Mike Groff       | Jonathan Byrd Racing  | 14   |
| 3     | Scott Goodyear   | Treadway Racing       | 6    |
| 4     | Scott Sharp      | A.J. Foyt Enterprises | 4    |
| 5     | Buddy Lazier     | Hemelgarn Racing      | 11   |
| 6     | Jim Guthrie      | Blueprint Racing      | 9    |
| 7     | Davey Hamilton   | A.J. Foyt Enterprises | 7    |
| 8     | Marco Greco      | Team Scandia          | 12   |
| 9     | Fermín Vélez     | Team Scandia          | 10   |
| 10    | Tony Stewart     | Team Menard           | 1    |
| 11    | Buzz Calkins     | Bradley Motorsports   | 3    |
| 12    | Arie Luyendyk    | Treadway Racing       | 2    |
| 13    | Danny Ongais     | Chitwood Motorsports  | 16   |
| 14    | Jeret Schroeder  | McCormack Motorsports | 14   |
| 15    | Jack Miller      | MAS Crest Racing      | 18   |
| 16    | Jeff Ward        | Galles Racing         | 8    |
| 17    | Roberto Guerrero | Pagan Racing          | 17   |
| 18    | John Paul Jr.    | PDM Racing            | 13   |
| 19    | Stéphan Grégoire | Chastain Motorsports  | 19   |